# Plagideicta confluens
Plagideicta confluens là một loài bướm đêm trong họ Noctuidae.